# Inge Lore Bähre
Inge Lore Ursula Bähre (geboren als Inge Lore Ursula Petri am 13. Februar 1920 in Insterburg; gestorben am 23. Januar 1987 in West-Berlin) war eine deutsche Wirtschaftswissenschaftlerin und Präsidentin des Bundesaufsichtsamtes für das Kreditwesen (BAKred) in Berlin.

## Leben
Bähre stammte aus einer ostpreußischen Beamtenfamilie und studierte Wirtschaftswissenschaften in Königsberg, Göttingen und Erlangen und schloss 1942 mit einem Kaufmannsdiplom ab. Ab 1943 war sie bei der Wirtschaftsprüfungsgesellschaft Deutsche Revisions- und Treuhand AG tätig. 1943 heiratete sie. Ihr Mann starb 1945, aus der Ehe entstammte ein Sohn.
1948 promovierte Bähre über „Etappen auf dem Wege zur Wesensbestimmung des Geldes“. Im selben Jahr wurde sie bei der Landeszentralbank Niedersachsen in Hannover eingestellt. Von 1951 bis 1962 war sie im niedersächsischen Finanzministerium für Bankenaufsicht zuständig.
1962 wurde Bähre als Leiterin der Abteilung Kreditgenossenschaften in das neugegründete Bundesaufsichtsamt für das Kreditwesen (BAKred) berufen, wo sie ab 1971 auch Stellvertreterin des Präsidenten wurde. Von 1975 bis 1984 war sie auf Vorschlag von Hans Apel die dritte Präsidentin der BAKred, als Nachfolgerin von Heinz Kalkstein und Günter Dürre. Zu Beginn ihrer Amtszeit kam es zur Pleite der Herstatt-Bank, die bis dahin größte Krise im deutschen Bankenwesen. Danach kämpfte sie für schärfere Kontrollen von Banken, Minimierung von Risiken und größere Transparenz; die Novellierung des Kreditwesengesetzes 1976 blieb aber hinter ihren Forderungen zurück.
Bähre wurde für drastische Rügen von Bankvorständen bekannt, denen sie teilweise „Tätigkeitsverbote“ erteilte. Eine weitere große Krise musste sie im Frühjahr 1983 lösen, als die Privatbank Schröder, Münchmeyer, Hengst & Co. (SMH) aufgrund der Insolvenz der IBH-Holding ebenfalls in die Krise geriet. Bähre arrangierte die Rettung der Bank mithilfe der Liquiditäts-Konsortialbank und einer Abschreibung der Schulden der 20 größten Gläubiger der SMH.
Bähre hatte geplant, bereits Ende 1982 in den Ruhestand zu treten, blieb aber nach dem Misstrauensvotum gegen Helmut Schmidt im Amt, um keine Verunsicherung auf den Finanzmärkten aufkommen zu lassen. Erst 1984 ging sie in Pension und erlebte kurz darauf noch die erneute Novellierungen des Kreditwesengesetzes, die sie inhaltlich vorbereitet hatte.

## Auszeichnungen
- 1980: Großes Verdienstkreuz der Bundesrepublik Deutschland
- 1984: Großes Verdienstkreuz mit Stern der Bundesrepublik Deutschland